# Stora Uttergöl
Stora Uttergöl är en sjö i Oskarshamns kommun i Småland och ingår i Viråns huvudavrinningsområde.